# Scelidodon
Scelidodon es un género extinto de perezosos gigantes del Pleistoceno Inferior.
Las primeras descripciones fueron realizadas por Charles Darwin en Bahía Blanca, Sudamérica en su viaje del Beagle. Basados en cráneos, vértebras y costillas Richard Owen dedujo que era un animal pesado de marcha lenta. Poseía una cabeza relativamente pequeña y enormes garras.
Descubrimientos posteriores han logrado reconstruir por completo al animal y determinar su gran tamaño comparable con el Mylodon.

## Morfología
El género Scelidodon posee un cráneo pequeño, alargado, estrecho y bajo; con las mandíbulas alargadas, pero con los premaxilares más cortos. Sus dientes, en la superficie masticatoria, son elípticos o levemente triangulares, con la serie dentada paralela y continua, siendo tanto las superiores como las inferiores casi del mismo tamaño, lo que denota su dieta herbívora, consumiendo arbustos, hojas y raíces. Su cuerpo era masivo y probablemente cubierto de un grueso pelaje. Midió unos 2.5 metros de largo por 1 metro de altura, con un peso cercano a la tonelada. Sus extremidades posteriores son largas y robustas, las anteriores son más cortas, terminando ambas en fuertes garras curvadas hacia el interior, por lo que se desplazaba sobre el dorso de sus manos y pies. Podía incorporarse sobre sus extremidades traseras. Su cola es gruesa, permitiendo al cuerpo permanecer vertical. Su existencia se remonta al Pleistoceno Superior (edad Lujanense).